# بین‌المللی (فیلم ۲۰۰۹)
بین‌المللی (به انگلیسی: The International) یک فیلم اکشن و دلهره‌آور محصول سال ۲۰۰۹ به کارگردانی تام تیکور و نویسندگی اریک وارن سینگر است. این فیلم با بازی کلایو اوون و نائومی واتس، یک مامور پلیس بین‌الملل و یک دادستان آمریکایی را دنبال می‌کند که به طور مشترک در مورد فساد در IBBC، یک تاجر خیالی تحقیق می‌کنند.
بین‌المللی اولین بار در ابتدای جشنواره فیلم برلین افتتاح شد سپس در ۱۳ فوریه ۲۰۰۹ در آمریکا اکران عمومی شد. این فیلم سپس در ۹ ژوئن ۲۰۰۹ روی دی وی دی و بلو-ری در آمریکا عرضه شد.

## داستان
فیلم بین المللی روی موضوع فساد بانک‌ها تمرکز کرده‌است.در این فیلم بانکی در معاملات جنایی در فساد غرق شده‌است. یک مامور پلیس به نام للوئیس سیلینگر می‌خواهد کارهای آنها را به کمک دوستش النور افشا کنند. این در حالی است که بانک متوجه آنها شده و سعی دارد آنها را از سر راه بردارد.

## بازیگران
- کلایو اوون (لوئیس سلینگر)
- نائومی واتس ( النور ویتمن)
- هالوک بیلگینر (امت سانی)
- آرمین مولر-اشتال ( ویلیام وکسلر)
- اولریش تامسن (جوناس اسکرسن)
- برایان اف. اوبرن (مشاور)
- پاتریک بالادی